# DDX59
La ARN helicasa dependiente de ATP probable DDX59 es una enzima que en humanos está codificada por el gen DDX59.